# パルミアーノ
パルミアーノ（伊: Palmiano）は、イタリア共和国マルケ州アスコリ・ピチェーノ県にある、人口約160人の基礎自治体（コムーネ）。

## 地理

### 位置・広がり
アスコリ・ピチェーノ県のコムーネ。県都アスコリ・ピチェーノから西北西へ11kmの距離にある。

#### 隣接コムーネ
隣接するコムーネは以下の通り。
- コムナンツァ
- フォルチェ
- ロッカフルヴィオーネ
- ヴェナロッタ

### 気候分類・地震分類
パルミアーノにおけるイタリアの気候分類 (it) および度日は、zona E, 2283 GGである。
また、イタリアの地震リスク階級 (it) では、zona 2 (sismicità media) に分類される。

## 行政

### 分離集落
パルミアーノには、以下の分離集落（フラツィオーネ）がある。
- Castel san Pietro, Appoiano, Caprignano, Casette